# Orden de la Cruz Estrellada
La Orden de la Cruz Estrellada fue una orden caballeresca femenina fundada por Leonor de Gonzaga en Viena.

## Historia
Fue aprobada por el emperador Leopoldo I el 9 de septiembre de 1668 con el dictado de sociedad de las damas nobles de la cruz estrellada, debiendo una Princesa de la casa de Austria ser la jefa de la orden. 

## Insignias
La divisa es un medallón perforado en cuyo centro se halla un águila heráldica de esmalte negro, cargada con una cruz plana de esmalte azul y otra de oro engarzada en aquella. Las alas y los pies del águila descansan en un círculo de esmalte azul orlado de oro y con una corona de estrellas de lo mismo en su centro. Tiene en la parte superior una banda de esmalte blanco con el mote: salus et gloria en letras de oro. Todo ello está pendiente de una corona Real. La cinta es negra. 
Celebraba su fiesta el día 3 de mayo, fiesta de la Invención de la Santa Cruz.